# Martti Ounamo

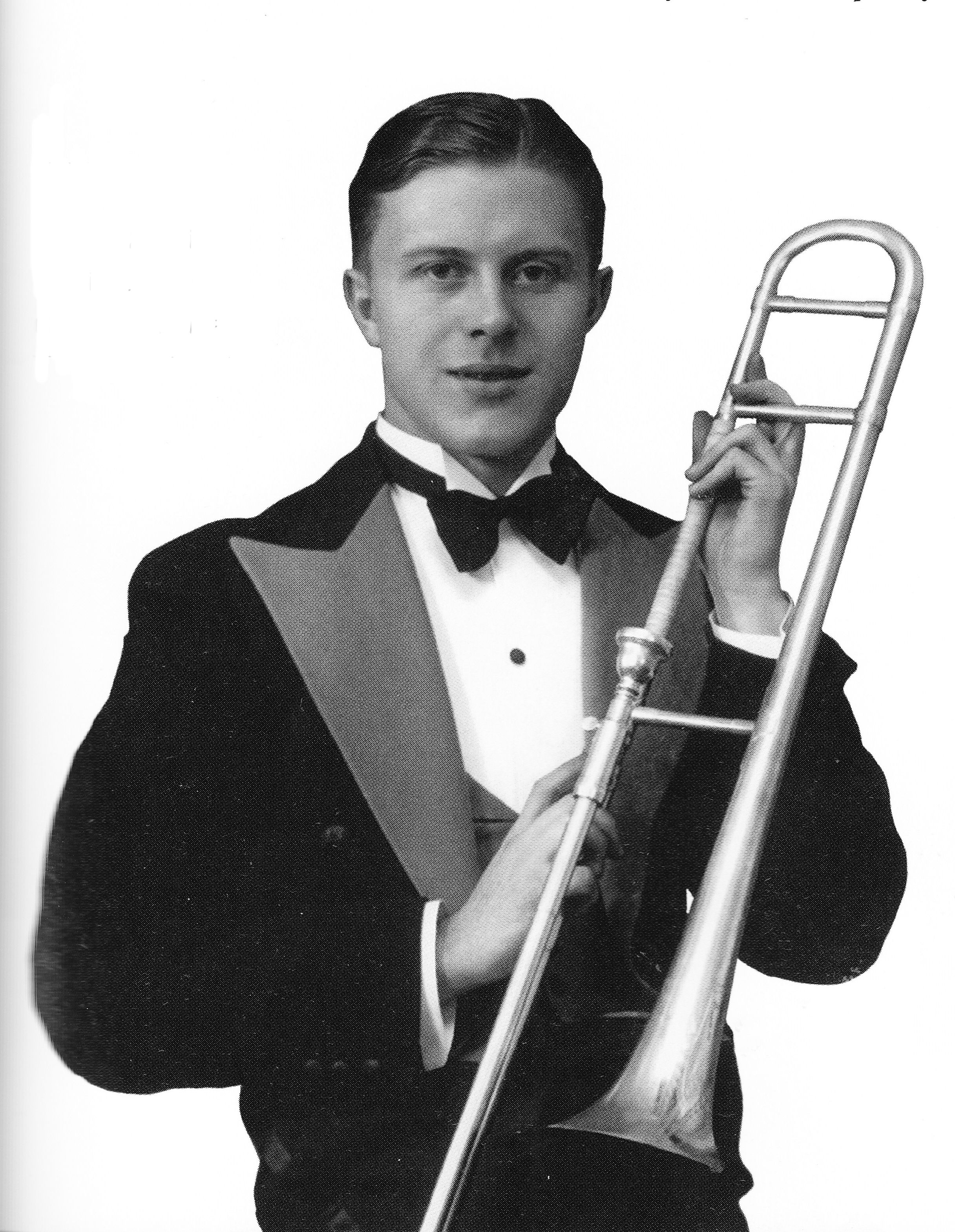
Martti Ounamo.

Martti Erik Ounamo, ursprungligen Lindblad, född 24 april 1911, död 15 december 1992, var en finländsk musiker (violin/trombon).
Under studietiden vid Helsingfors finska reallyceum grundade Ounamo, då violinist, kvintetten Jolly Fellows, vars övriga medlemmar var Aimo Mustonen på fiol och saxofon, Eugen Stanowsky på trumpet och Jouko Tolonen på piano. Gruppen inspirerades av anglosaxisk hot jazz och fick engagemang vid Drumsö ungdomsförbuds lokal. 1931 flyttade gruppen, som omsider bytte namn till Hot Notes, till Kuopio, men upplöstes inom kort.
På 1930-talet spelade Ounamo trombon i orkestrarna Royal och Dallapé, och var till yrket fotograf. Som musiker i Dallapé medverkade han i filmerna Syntipukki 1935 och SF-Paraati 1940.
En tid var Ounamo sjuk i tuberkulos och för att hjälpa honom finansiellt använde vännen och kompositören Toivo Kärki hans namn som pseudonym och registrerade några titlar hos Teosto; bland annat är tonsättaren till Kulkurin iltatähti, med text av Reino Helismaa, registrerad som "Martti Ounamo".